# Глуха Буковица (Котор Варош)
Глуха Буковица је насељено мјесто у Босни и Херцеговини, општина Котор Варош, ентитет Република Српска. Према попису становништва из 1991, у насељу су живјела 1.041 становника.

## Историја
Насељено мјесто Глуха Буковица се до рата у Босни и Херцеговини (1992-1995) налазило у цјелини у саставу општине Травник.

## Становништво
| Глуха Буковица Попис 2013.: Укупно 0 становника |                |              |              |
| Година пописа                                   | 1991.          | 1981.        | 1971.        |
| Муслимани/Бошњаци                               | 1.038 (99,71%) | 975 (99,90%) | 891 (93,89%) |
| Хрвати                                          |                |              | 9 (0,95%)    |
| Срби                                            |                |              | 46 (4,85%)   |
| Остали и непознато                              | 3 (0,29%)      | 1 (0,10%)    | 3 (0,31%)    |
| Укупно                                          | 1.041 (100%)   | 976 (100%)   | 949 (100%)   |